# Sint-Aldegondiskerk (Kleine-Spouwen)

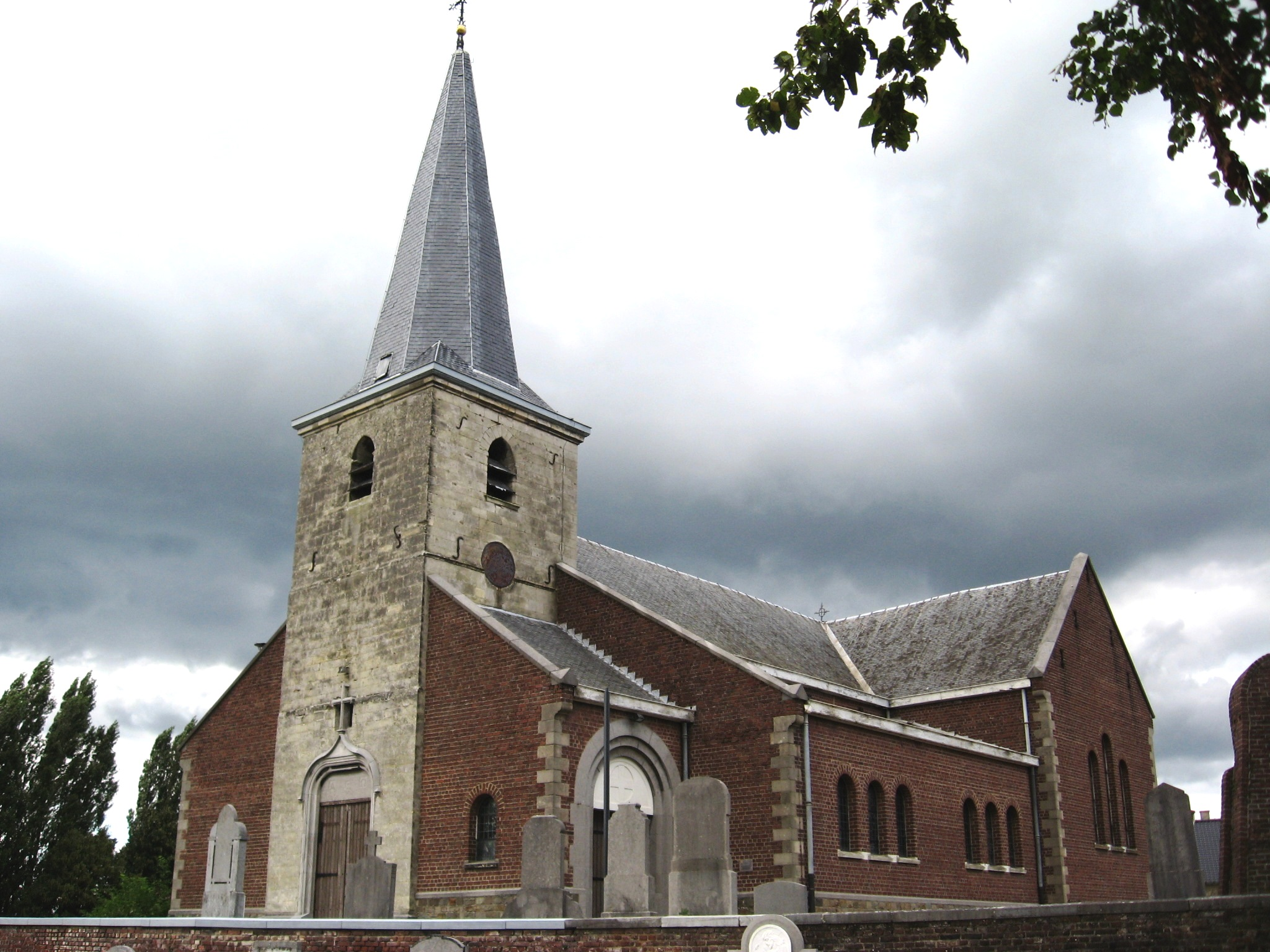
Sint-Aldegondiskerk

De Sint-Aldegondiskerk is de parochiekerk van Kleine-Spouwen, gelegen aan de Sint-Aldegondisstraat.
De kerk heeft een gotische mergelstenen toren uit de 14e eeuw, die een neogotisch portaal bezit en gedekt wordt door een ingesnoerde naaldspits.
Het gotische kerkgebouw werd in 1896 zeer ingrijpend verbouwd in neogotische stijl onder architectuur van Mathieu Christiaens. Ook in 1960 werd de kerk nog aanmerkelijk vergroot in een meer neoromaans aandoende stijl.

## Meubilair
De kerk bezit een drietal beelden, alle in gepolychromeerd hout uitgevoerd, en wel een Sint-Amandus (16e eeuw), een Sint-Aldegondis (17e eeuw) en een Onze-Lieve-Vrouw met Kind (18e eeuw).
Vanaf de kerk, op een heuvelkam gebouwd, heeft men een fraai uitzicht over de omgeving, met inbegrip van de Commanderij Alden Biesen.